# Regering-Fillon III
De regering-Fillon III, Frans: Gouvernement François Fillon III, is de vierendertigste regering van Frankrijk onder de Vijfde Republiek. De regering-Fillon III diende onder het presidentschap van Nicolas Sarkozy, hield het midden tussen het politieke centrum en rechts, begon op 14 november 2010 aan en heeft tot 15 mei 2012 geregeerd. François Fillon was de premier. Veel leden van de regering kwamen uit de Union pour un mouvement populaire UMP van Sarkozy en Fillon.
De samenstelling van de regering veranderde op 27 februari 2011. Dat gebeurde onder andere doordat Michèle Alliot-Marie besloot af te treden wegens het aannemen van diensten door de toenmalige president Zine El Abidine Ben Ali van Tunesië. Zij was tijdens de Jasmijnrevolutie met het vliegtuig van een vriend van Ben Ali meegereisd en heeft daarna in de Assemblée nationale voor Ben Ali gepleit. Die is op 14 januari 2011 tot aftreden gedwongen. De regering van Frankrijk werd op 29 juni 2011 nog eens veranderd. Dit keer werd Christine Lagarde algemeen directeur van het Internationaal Monetair Fonds, waar zij de in opspraak geraakte Dominique Strauss-Kahn in zijn functie opvolgde. Dezelfde dag begonnen Claude Greff, David Douillet en Marc Laffineur als staatssecretarissen voor Familie, Franse burgers in het buitenland en Defensie en veteranen. Édouard Courtial volgde op 28 september 2011 Douillet weer op.
De regering-Fillon III is na de Franse presidentsverkiezingen in mei van dat jaar, die door François Hollande werden gewonnen, door de regering-Ayrault I opgevolgd. Dat gebeurde op 15 mei 2012. Nicolas Sarkozy en zijn regering konden niet blijven functioneren.
Er zijn na deze regering, dus sinds het aantreden van Hollande, geen ministers van staat meer benoemd.
| Ambtsbekleder                          | Ambtsbekleder     | Ambtsbekleder                    | Ministerie                    | Ambtstermijn      | Ambtstermijn      | Partij |
| -------------------------------------- | ----------------- | -------------------------------- | ----------------------------- | ----------------- | ----------------- | ------ |
|                                        |                   | François Fillon 1954             | Premier                       | 16 mei 2007       | 15 mei 2012       | UMP    |
|                                        |                   | Michèle Alliot-Marie 1946        | Minister van staat            | 14 november 2010  | 27 februari 2011  | UMP    |
| Buitenlandse Zaken                     |                   | Michèle Alliot-Marie 1946        |                               | 14 november 2010  | 27 februari 2011  | UMP    |
|                                        |                   | Alain Juppé 1945                 | Minister van Staat            | 14 november 2010  | 15 mei 2012       | UMP    |
| Defensie                               | 27 februari 2011  | Alain Juppé 1945                 |                               | 14 november 2010  |                   | UMP    |
| Buitenlandse Zaken                     | 27 februari 2011  | Alain Juppé 1945                 | 15 mei 2012                   |                   |                   | UMP    |
|                                        |                   | Brice Hortefeux 1958             | Binnenlandse Zaken            | 23 juni 2009      | 27 februari 2011  | UMP    |
| Overzeese Gebiedsdelen                 |                   | Brice Hortefeux 1958             |                               | 23 juni 2009      | 27 februari 2011  | UMP    |
| Minister van Lokale Zaken              |                   | Brice Hortefeux 1958             |                               | 23 juni 2009      | 27 februari 2011  | UMP    |
| Minister voor Immigratie en Integratie |                   | Brice Hortefeux 1958             |                               | 23 juni 2009      | 27 februari 2011  | UMP    |
|                                        |                   | Claude Guéant 1945               | Binnenlandse Zaken            | 27 februari 2011  | 15 mei 2012       | UMP    |
| Overzeese Gebiedsdelen                 |                   | Claude Guéant 1945               |                               | 27 februari 2011  | 15 mei 2012       | UMP    |
| Minister voor Lokale Zaken             |                   | Claude Guéant 1945               |                               | 27 februari 2011  | 15 mei 2012       | UMP    |
| Minister voor Immigratie en Integratie |                   | Claude Guéant 1945               |                               | 27 februari 2011  | 15 mei 2012       | UMP    |
|                                        | Christine Lagarde | Christine Lagarde 1956           | Financiën                     | 20 juni 2007      | 30 juni 2011      | UMP    |
| Economische Zaken                      | Christine Lagarde | Christine Lagarde 1956           |                               | 20 juni 2007      | 30 juni 2011      | UMP    |
| Minister voor Industriële Zaken        | Christine Lagarde | Christine Lagarde 1956           | 18 maart 2008                 |                   | 30 juni 2011      | UMP    |
|                                        |                   | François Baroin 1965             | Financiën                     | 30 juni 2011      | 15 mei 2012       | UMP    |
| Minister van Economische Zaken         |                   | François Baroin 1965             |                               | 30 juni 2011      | 15 mei 2012       | UMP    |
| Minister voor Industriële Zaken        |                   | François Baroin 1965             |                               | 30 juni 2011      | 15 mei 2012       | UMP    |
|                                        |                   | Gérard Longuet 1946              | Defensie                      | 27 februari 2011  | 15 mei 2012       | UMP    |
|                                        | Michel Mercier    | Michel Mercier 1947              | Justitie                      | 14 november 2010  | 15 mei 2012       | DVD    |
| Zegelbewaarder                         | Michel Mercier    | Michel Mercier 1947              |                               | 14 november 2010  | 15 mei 2012       | DVD    |
|                                        |                   | Xavier Bertrand 1965             | Volksgezondheid               | 14 november 2010  | 15 mei 2012       | UMP    |
| Minister van Arbeid en Werkgelegenheid |                   | Xavier Bertrand 1965             |                               | 14 november 2010  | 15 mei 2012       | UMP    |
|                                        |                   | Roselyne Bachelot 1946           | Sociale Zaken                 | 14 november 2010  | 15 mei 2012       | UMP    |
|                                        |                   | Luc Chatel 1964                  | Onderwijs                     | 23 juni 2009      | 16 mei 2012       | UMP    |
| Jeugdzaken                             |                   | Luc Chatel 1964                  |                               | 23 juni 2009      | 16 mei 2012       | UMP    |
|                                        | Valérie Pécresse  | Valérie Pécresse 1967            | Hoger Onderwijs en Wetenschap | 16 mei 2007       | 30 juni 2011      | UMP    |
|                                        | Laurent Wauquiez  | Laurent Wauquiez 1975            | Hoger Onderwijs en Wetenschap | 30 juni 2011      | 16 mei 2012       | UMP    |
|                                        |                   | Nathalie Kosciusko- Morizet 1973 | Transport                     | 14 november 2010  | 22 februari 2012  | UMP    |
| Huisvesting                            |                   | Nathalie Kosciusko- Morizet 1973 |                               | 14 november 2010  | 22 februari 2012  | UMP    |
| Ecologie en Duurzame Ontwikkeling      |                   | Nathalie Kosciusko- Morizet 1973 |                               | 14 november 2010  | 22 februari 2012  | UMP    |
|                                        |                   | François Fillon 1954             | Transport                     | 22 februari 2012  | 16 mei 2012       | UMP    |
| Huisvesting                            |                   | François Fillon 1954             |                               | 22 februari 2012  | 16 mei 2012       | UMP    |
| Ecologie en Duurzame Ontwikkeling      |                   | François Fillon 1954             |                               | 22 februari 2012  | 16 mei 2012       | UMP    |
|                                        |                   | Bruno Le Maire 1969              | Ruimtelijke Ordening          | 23 juni 2009      | 16 mei 2012       | UMP    |
| Minister van Landbouw en Visserij      |                   | Bruno Le Maire 1969              |                               | 23 juni 2009      | 16 mei 2012       | UMP    |
|                                        |                   | François Baroin 1965             | Publieke Diensten             | 22 maart 2010     | 30 juni 2011      | UMP    |
| Minister voor Begrotingszaken          |                   | François Baroin 1965             |                               | 22 maart 2010     | 30 juni 2011      | UMP    |
|                                        |                   | François Sauvadet 1953           | Publieke Diensten             | 30 juni 2011      | 16 mei 2012       | NC     |
|                                        |                   | Frédéric Mitterrand 1947–2024    | Cultuur en Communicatie       | 23 juni 2009      | 16 mei 2012       | DVG    |
|                                        |                   | Chantal Jouanno 1969             | Jeugd en Sport                | 14 november 2010  | 26 september 2011 | UMP    |
|                                        | David Douillet    | David Douillet 1969              | Jeugd en Sport                | 26 september 2011 | 15 mei 2012       | UMP    |
|                                        | Valérie Pécresse  | Valérie Pécresse 1967            | Begrotingszaken               | 30 juni 2011      | 16 mei 2012       | UMP    |
|                                        |                   | Maurice Leroy 1959               | Stedelijke Ontwikkeling       | 14 november 2010  | 15 mei 2012       | NC     |

## Ministers zonder portefeuille
| Ambtsbekleder | Ambtsbekleder    | Ambtsbekleder                                                  | Taak                                        | Partij |
| ------------- | ---------------- | -------------------------------------------------------------- | ------------------------------------------- | ------ |
|               |                  | Patrick Ollier                                                 | betrekkingen met het Parlement              | UMP    |
|               |                  | Éric Besson                                                    | energie, industrie en digitale ontwikkeling | UMP    |
|               | LP               | Éric Besson                                                    | energie, industrie en digitale ontwikkeling |        |
|               |                  | Henri de Raincourt                                             | ontwikkelingssamenwerking                   | UMP    |
|               |                  | Philippe Richert                                               | territoriale gemeenschappen                 | UMP    |
|               | Laurent Wauquiez | Laurent Wauquiez per 29 juni 2011 opgevolgd door Jean Leonetti | Europese Zaken                              | UMP    |
|               |                  | Nadine Morano                                                  | leerlingwezen en beroepsopleiding           | UMP    |
|               |                  | Marie-Luce Penchard                                            | Overzeese gebieden                          | UMP    |

## Staatssecretarissen
| Ambtsbekleder | Ambtsbekleder | Ambtsbekleder                                                                       | Taak                                 | Partij |
| ------------- | ------------- | ----------------------------------------------------------------------------------- | ------------------------------------ | ------ |
|               |               | Pierre Lellouche                                                                    | Buitenlandse handel en ondernemingen | UMP    |
|               |               | Nora Berra                                                                          | Gezondheid                           | UMP    |
|               |               | Benoist Apparu per 22 februari 2012 minister met dezelfde portefeuille              | Stedenbeleid                         | UMP    |
|               |               | Georges Tron Zijn portefeuille is per 29 mei 2011 door François Baroin overgenomen. | Openbare diensten                    | UMP    |
|               |               | Marie-Anne Montchamp                                                                | Sociale Zaken                        | UMP    |
|               |               | Thierry Mariani per 29 juni 2011 minister met dezelfde portefeuille                 | Vervoer                              | UMP    |
|               |               | Frédéric Lefebvre                                                                   | Buitenlandse handel en ondernemingen | UMP    |
|               |               | Jeannette Bougrab                                                                   | Jeugdzaken en Sport                  | UMP    |